# Государственный комитет Туркменистана по туризму
Государственный комитет Туркменистана по туризму (туркм. Türkmenistanyň syýahatçylyk baradaky komitety) — правительственное учреждение, отвечающее за развитие туризма в Туркменистане. Создан на базе Комитета по туристической зоне «Аваза». Преемник образованной в 1994 году Государственной туристической корпорации «Туркменсыяхат»

## Задачи комитета
Основной целью комитета по туризму является увеличение числа иностранных туристов, решение задач всестороннего освоения и расширения туристического потенциала всех регионов Туркменистана, открытие новых туристических маршрутов, а также дальнейшее совершенствование отрасли туризма. открытие новых туристических маршрутов, принятие мер по повышению качества оказываемых услуг, подготовка квалифицированных специалистов для отрасли туризма, а также налаживание эффективной рекламной деятельности.